# Quimioautotrófico
Quimioautótrofos ou organismos quimioautotróficos são organismos que utilizam a energia resultante da quebra de ligações químicas de compostos inorgânicos para sintetizar substâncias orgânicas, usando o dióxido de carbono como fonte de carbono.
Em termos simples, elétrons são extraídos de compostos inorgânicos como, por exemplo, o amônio e são transferidos para o dióxido de carbono de forma a reduzir o carbono (ou seja, fazê-lo ganhar elétrons) e transformá-lo em moléculas orgânicas. Esse processo é similar ao de fotossíntese, no entanto, ele difere deste último processo pelo fato da fonte de energia não ser a luz do sol, mas os compostos inorgânicos.
A título de exemplo, microrganimos que transformam (oxidam) no solo amônio em nitrito são considerados quimioautotróficos. Também se enquadram nesse grupo as bactérias que transformam nitrito em nitrato.
Um organismo é considerado quimiolitoautotrófico quando obtém o carbono necessário para os processos metabólicos do dióxido de carbono presente no seu ambiente. Estes organismos também usam compostos inorgânicos, como azoto, ferro ou enxofre, como energia para alimentar esses processos.